# Lípy ve Zlaté Koruně
Roku 1994 byly oficiálně prohlášeny dvě nejstarší lípy velkolisté ve Zlaté Koruně památnými stromy. Krom těchto památných lip se na území obce vyskytuje ještě několik dalších stromů vysokého věku.

## Cisterciácká lípa
- název: lípa na návsi, Cisterciácká lípa[1]
- druh: lípa velkolistá (Tilia platyphyllos)
- stáří: 700 let
- výška: 17–18 metrů
- obvod: 718 cm (1994)[2], 710 cm (1995)[2]
- chráněný strom: 15. listopadu 1990 s účinností od 14. prosince 1990
- památný strom ČR: od 9. října 1994
- sanace / ošetření: 19. století, 2000

Nejstarším stromem Zlaté Koruny (a pravděpodobně i celé chráněné krajinné oblasti Blanský les) je lípa velkolistá, která roste na návsi před domem čp. 26. Stáří stromu je odhadováno na 700 let. Podle kroniky ze 17. století byla tato lípa původně součástí stromořadí.
Původní část kmene byla v 19. století zpevněna kamenným zdivem, výše je kmen stažen kovovými pásy, které zabraňují rozvalení. Výška lípy je 17 metrů, obvod kmene 7,18 metru. Roku 1994 byla prohlášena za památný strom a o šest let později (r.2000) bylo provedeno její ošetření.

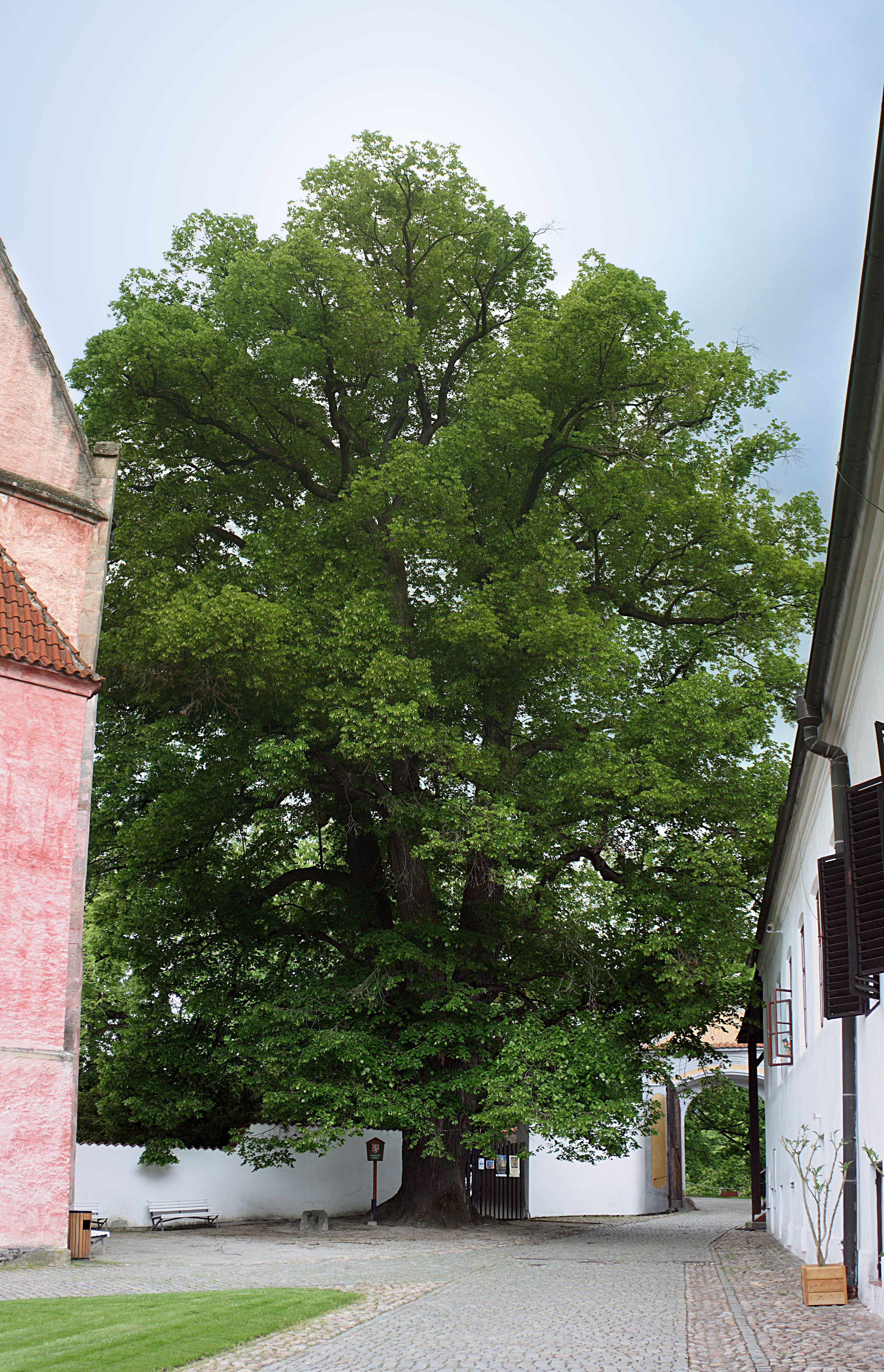
Lípa u kaple Andělů strážných

## Lípa Kapucínka
- název: lípa Kapucínka, Klášterní lípa[1]
- druh: lípa velkolistá (Tilia platyphyllos var. cucullata)
- stáří: ~425 let[4], 400 let
- výška: 31 m (1994)[2], 30 m (1995)[2]
- obvod kmene: 400 cm (1929)[4], 489 cm (1994)[2], 500 cm (1995)[2]
- vyhlášena jako chráněný strom: 15. listopadu 1990 s účinností od 14. prosince 1990
- vyhlášena jako památný strom: 9. října 1994

Druhým nejstarším památným stromem je 400 let stará lípa u kaple Andělů strážných v areálu zlatokorunského kláštera. Na rozdíl od lípy z návsi je zcela zdravá a s původní korunou. Kapucínka dosahuje výšky 31 metrů a obvodu kmene 4,89 metru. Její název je odvozen od tvaru kapuce, do kterého jsou stočeny některé listy. Ten je často spojován s událostí z roku 1420, kdy husité klášter dobyli a na jedné z lip oběsili mnichy z kláštera. Botanikové mají na původ těchto útvarů jiný názor a označují je jako listy kornoutovité, dědičný znak lípy velkolisté variety cucullata.

## Lípa od kostela svaté Markéty
Další z kapucínek se do dnešních dnů nedochovala. Stávala u kostela sv. Markéty poblíž bývalé kovárny (čp. 13). Na jejích větvích byli podle pověsti pověšeni mniši z kláštera husitskými vzbouřenci. Tuto událost připomíná tabulka na zdi bývalého presbytáře kostela.

## Lípa u "Jáníčka"

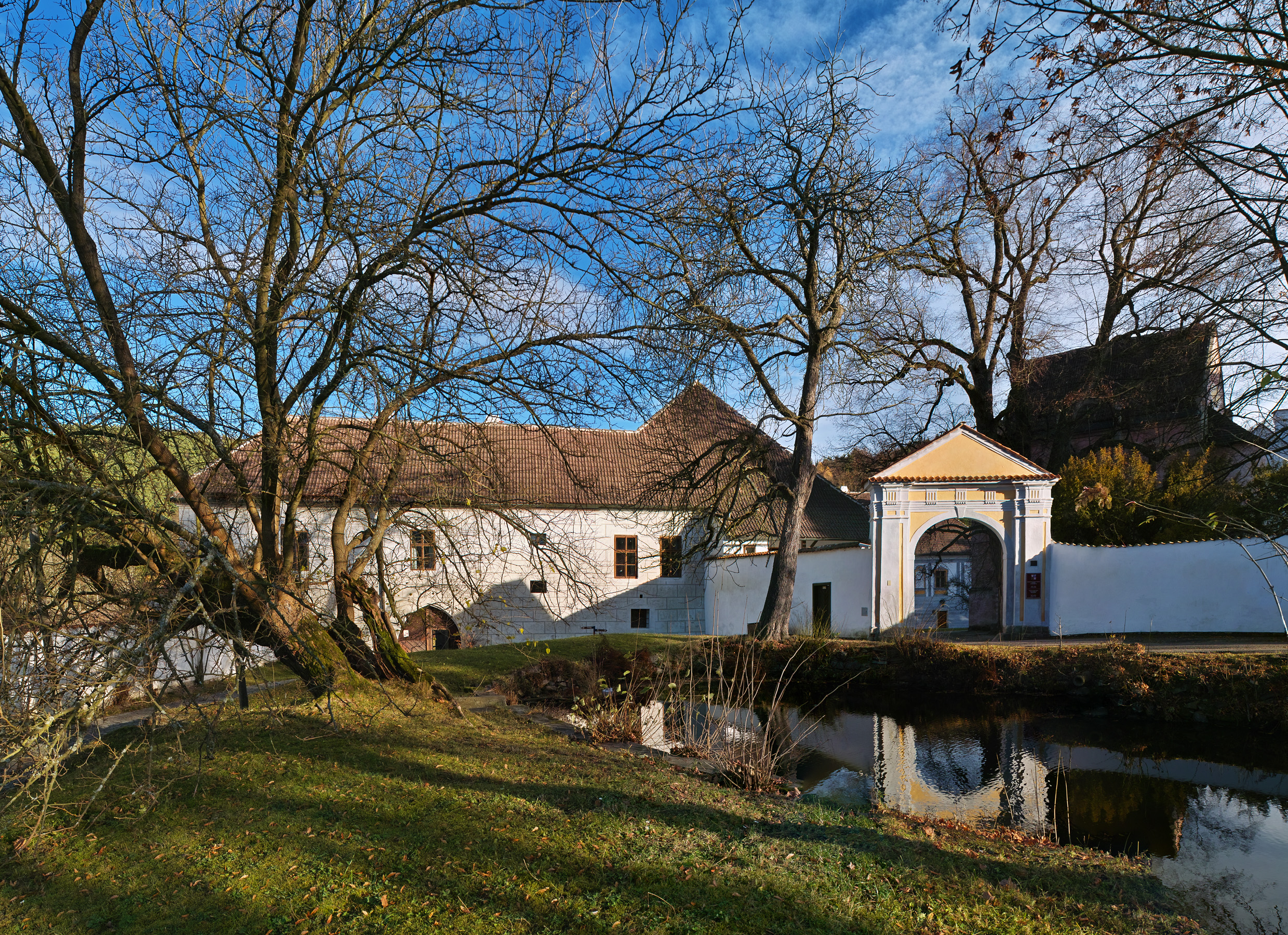
230 let starý morušovník černý u klášterního rybníčku

Nedaleko od klášterního rybníčku, po levici sochy svatého Jana Nepomuckého, stojí třetí nejstarší zlatokorunská lípa. Její stáří je zhruba 300 let (předpokládá se, že byla zasazena roku 1720).
Druhou pozoruhodnou dřevinou (z opačné strany rybníčku) je poslední z morušovníků zasazených za opata Bylanského. Morušovníky byly vysazovány jako technické plodiny – potrava pro bource morušového, zdroj hedvábí. Poslední, přes 200 let starý exemplář, ale stále plodí. Podobně starý morušovník, který byl ale vyhlášen památným stromem, můžeme najít v Křemži.

## Lípa na klášterním nádvoří
Na první pohled nenápadný strom umístěný ve středu klášterního nádvoří (nedaleko kapucínky, z druhé strany kaple Andělů strážných) patří k nejstarším stromům v areálu. Jedná se zřejmě o lípu širokolistou naroubovanou na lípu stříhanolistou. Tento strom byl zřejmě vysazen kolem roku 1770 na podnět opata Bylanského.